# 李星垣
李星垣（1707年—不详？），江南銅山人（今江蘇徐州）。清朝军事将领，武探花及第。雍正朝名臣李衛長子。
乾隆元年（1736年）一甲第三名武探花，授二等侍衞。乾隆三年（1738）差满出官擔任安徽廣德營遊擊，乾隆十一年（1746年）署徽州營參將；遷任江南提標中軍參將。乾隆十二年（1747年），升陝西漢中城守營副將。乾隆十四年（1749年），護理陝西興漢鎮總兵。
乾隆二十五年（1760年），调廣西梧州協副將，二十七年（1762年）经李侍尧保奏升廣西右江鎮總兵。乾隆二十九年（1764）年升任两广总督，次年因李侍尧贪腐案牽連遭革職拿問，斬監候。